# Xanthia silago
Xanthia silago är en fjärilsart som beskrevs av Jacob Hübner 1827. Xanthia silago ingår i släktet Xanthia och familjen nattflyn. Inga underarter finns listade i Catalogue of Life.